# Siete maravillas de la Comunidad de Madrid
Las Siete maravillas de la Comunidad de Madrid fueron escogidas por voto popular gracias al Bureau Internacional de Capitales Culturales y La 10 Madrid, el canal autonómico privado de la Comunidad de Madrid (España) y medio oficial de esta iniciativa, hicieron público el 27 de junio de 2008 que las 7 maravillas del Patrimonio Cultural Material de la Comunidad de Madrid, elegidas por más de veinte mil votos de los ciudadanos durante el mes de junio de 2008, son las siguientes:

## Ganadores
| Maravilla                                            | Temática                                                                 | Ubicación                                                                    | Imagen |
| ---------------------------------------------------- | ------------------------------------------------------------------------ | ---------------------------------------------------------------------------- | ------ |
| Monasterio de San Lorenzo de El Escorial             | Monasterio construido por Felipe II declarado Patrimonio de la Humanidad | San Lorenzo de El Escorial40°35′21.04″N 4°8′52.62″O / 40.5891778, -4.1479500 |        |
| Palacio Real de Madrid                               | Residencia oficial de los monarcas españoles                             | Madrid 40°25′5″N 3°42′50″O / 40.41806, -3.71389                              |        |
| Universidad y Recinto Histórico de Alcalá de Henares | Universidad fundada en 1499, declarada Patrimonio de la Humanidad        | Alcalá de Henares 40°28′54.65″N 3°21′51.22″O / 40.4818472, -3.3642278        |        |
| Plaza Mayor de Chinchón                              | Monumentos y edificios históricos en una castiza plaza                   | Chinchón 40°08′22″N 3°25′35″O / 40.139444, -3.426389                         |        |
| Museo del Prado                                      | Mayor pinacoteca de Europa con obras de pintores de múltiples épocas     | Madrid 40°24′50″N 3°41′33″O / 40.41389, -3.69250                             |        |
| Paisaje cultural de Aranjuez                         | Palacio y jardines reales declarados Patrimonio de la Humanidad          | Aranjuez 40°2′11.22″N 3°36′33.624″O / 40.0364500, -3.60934000                |        |
| Plaza Mayor de Madrid                                | Plaza renacentista y punto neurálgico de Madrid                          | Madrid 40°24′56″N 3°42′26″O / 40.41556, -3.70722                             |        |